# Zumbi do Mato
Zumbi do Mato é uma banda brasileira de rock experimental/noise rock do Rio de Janeiro famosa por suas canções bem-humoradas e surreais, escritas num estilo de fluxo de consciência e repletas de alusões mordazes à cultura popular – focando particularmente em aspectos como a literatura/filosofia ocidental, a vida cotidiana no Brasil, e figuras públicas da vida real e personagens fictícios de diversas formas de mídia –, technobabble, escatologia, nonsense, e elaborados jogos de palavras e trocadilhos. Tendo amealhado um forte séquito cult ao decorrer dos anos 1990 e 2000 que perdura até os dias atuais, o grupo teve diversas formações durante sua existência; os únicos membros a terem permanecido com maior regularidade foram o vocalista/trombonista/letrista Löis Lancaster, o baixista/letrista Zé Felipe (o único membro fundador restante até sua partida em 2009), o baterista Henrique Ludgero e o tecladista/letrista/ilustrador Marlos Salustiano, com a notável ausência perpétua de um guitarrista. Algumas de suas composições mais conhecidas são "Potinho de Anhanha", "Tiroteio do Esqueleto sem Cabeça", "O Buraco do Jabor", "O Alien que Veio pro Espaço" e "Primo Pobre do Kassin", e entre suas vastas influências musicais contam Frank Zappa, David Bowie, King Crimson, Arrigo Barnabé, Damião Experiença (com quem já tocaram num show em 2009), Iannis Xenakis, John Cage e Tom Waits.
O Zumbi do Mato formou-se em 1989, e lançou duas fitas demo entre meados dos anos 1990, a epônima Zumbi do Mato (1992) e Macacomóvel (1995), que os catapultaram à fama no circuito underground. Macacomóvel em particular chamou a atenção do produtor BNegão (também membro do grupo de rap rock Planet Hemp), que lhes deu um contrato para a sua gravadora Qualé Maluco Records em 1997; seu álbum de estreia, Menorme, saiu pelo selo no mesmo ano e foi elogiado por figuras como o cantor e poeta Rogério Skylab e o crítico musical Alexandre Matias. Dois sucessores, Pesadelo na Discoteca e Adorei a Mesinha, saíram em 2000 e 2005 respectivamente pela Tamborete Records.
Em 2008 a banda lançou por conta própria seu único álbum ao vivo, Toma, Figurão, gravado num show em Niterói e inicialmente disponibilizado para download gratuito em seu atualmente extinto site oficial; desde então, o álbum pode ser comprado em sua página no Bandcamp. O álbum acabaria por ser incluído na lista dos 200 Melhores Discos Nacionais dos Anos 2000 do site La Cumbuca, em 121º lugar. Em 2010 saiu o EP Saideira do Zé, seu último lançamento com o baixista original Zé Felipe, contendo gravações em estúdio das sessões de Toma, Figurão; datadas de 2008–09, estas gravações seriam originalmente incluídas numa edição física de luxo de Toma, Figurão que nunca se materializou. Um DVD da performance do Zumbi do Mato foi cogitado em algum ponto, mas tais planos também foram eventualmente cancelados.
O Zumbi do Mato realizou seu último show em 13 de janeiro de 2013, após o qual Löis Lancaster anunciou o fim da banda.
Em agosto de 2024, o Zumbi do Mato se reuniu para lançar mais um disco de estúdio – seu primeiro em 19 anos –, intitulado Bosasova Bova, gravado no Estúdio Hanói, no Rio de Janeiro. O disco conta com Zé Felipe no baixo e na produção, Löis Lancaster nos vocais, Gustavo Jobim no teclado e Renzo Borges na bateria.

## Legado
O Zumbi do Mato é conhecido por sua associação com outro famoso músico da cena underground do Rio de Janeiro, Rogério Skylab; ele afirmou ser uma de suas bandas favoritas e maiores influências, e já colaborou ocasionalmente com membros da banda. Skylab e Löis Lancaster cantam o dueto "Samba", incluído em seus álbuns ao vivo Skylab II (2000) e Skylab IX (2009), e ele foi um músico convidado no álbum de 2000 da banda Pesadelo na Discoteca (nas faixas "São Abdul", "Doente Porém Vivo", "Calendário 1999" e "Humilharal"). Zé Felipe e Marlos Salustiano foram coautores de algumas faixas do álbum de 2007 de Skylab Skylab VII, e em 2009 Felipe e Skylab lançaram um álbum conjunto, Rogério Skylab & Orquestra Zé Felipe, originalmente concebido como uma colaboração completa entre ele e o Zumbi do Mato. Lancaster também já foi um dos entrevistados do talk show de Skylab Matador de Passarinho, e em 2024 ambos colaboraram no álbum do último Trilogia do Fim, Vol. 3.
Um documentário sobre a história do Zumbi do Mato, intitulado Quem É Mais Idiota do que Eu?, foi dirigido por Vítor Rocha e lançado no YouTube em 2017. Para celebrar o lançamento do filme, o catálogo da banda foi remasterizado e relançado digitalmente pela Deckdisc.
Lancaster lançou seu álbum solo de estreia, Malva, em 2017. Além de sua carreira musical, publicou em 2003 a curta antologia de poemas Ceneida, e em parceria com Eliana Pougy também foi coautor do romance experimental Palmyra, lançado pela Confraria do Vento em 2011.

## Discografia
Álbuns de estúdio
- Menorme (Qualé Maluco Records, 1997)
- Pesadelo na Discoteca (Tamborete Records, 2000)
- Adorei a Mesinha (Tamborete Records, 2005)
- Bosasova Bova (independente, 2024)

Álbum ao vivo
- Toma, Figurão (independente, 2008)

Extended play
- Saideira do Zé (independente, 2010)

Compilações
- Apocalipse 2000 (Tamborete Records, 2001)
- Tributo ao Inédito (Tamborete Records, 2002)
- Tributo ao Inédito, Vol. 2 (Tamborete Records, 2003)

Fitas demo
- Zumbi do Mato (independente, 1992)
- Macacomóvel (independente, 1995)

## Membros

### Última formação
- Löis Lancaster – vocais, trombone (1994–2013, 2024), baixo (2010–2013)
- Zé Felipe – baixo (1989–2009, 2024–2025)
- Gustavo Jobim – teclado (2005–2013, 2024–2025)
- Renzo Borges – bateria (2006–2010, 2024–2025)

### Ex-membros
- Tadeu Aor – vocais (1989)
- Alessandro "Fumê" Camacho – vocais (1989–1994)
- André Mansur – baixo (2010)
- Luciano Callado – teclado (1989)
- Marlos Salustiano – teclado (1990–2001)
- Ricardo Dias – teclado (2001–2005)
- Érico Garcia – bateria (1989–1992)
- Bernardo Carvalho – bateria (1995–1998)
- Marcelo Pancinha – bateria (1998)
- Henrique Ludgero – bateria (1998–2005)
- David Oliveira – bateria (2006)
- Sandro Rodrigues – bateria (2010–2013)
- Fábio Bola – bateria eletrônica (2010)